# Psammophis subtaeniatus
Espèce
Synonymes
- Psammophis sibilans var. subtaeniata Peters, 1882
- Psammophis bocagii Boulenger, 1895

Statut de conservation UICN

 LC  : Préoccupation mineure
Psammophis subtaeniatus est une espèce de serpents de la famille des Lamprophiidae.

## Répartition
Cette espèce se rencontre :
- en République centrafricaine ;
- en République démocratique du Congo ;

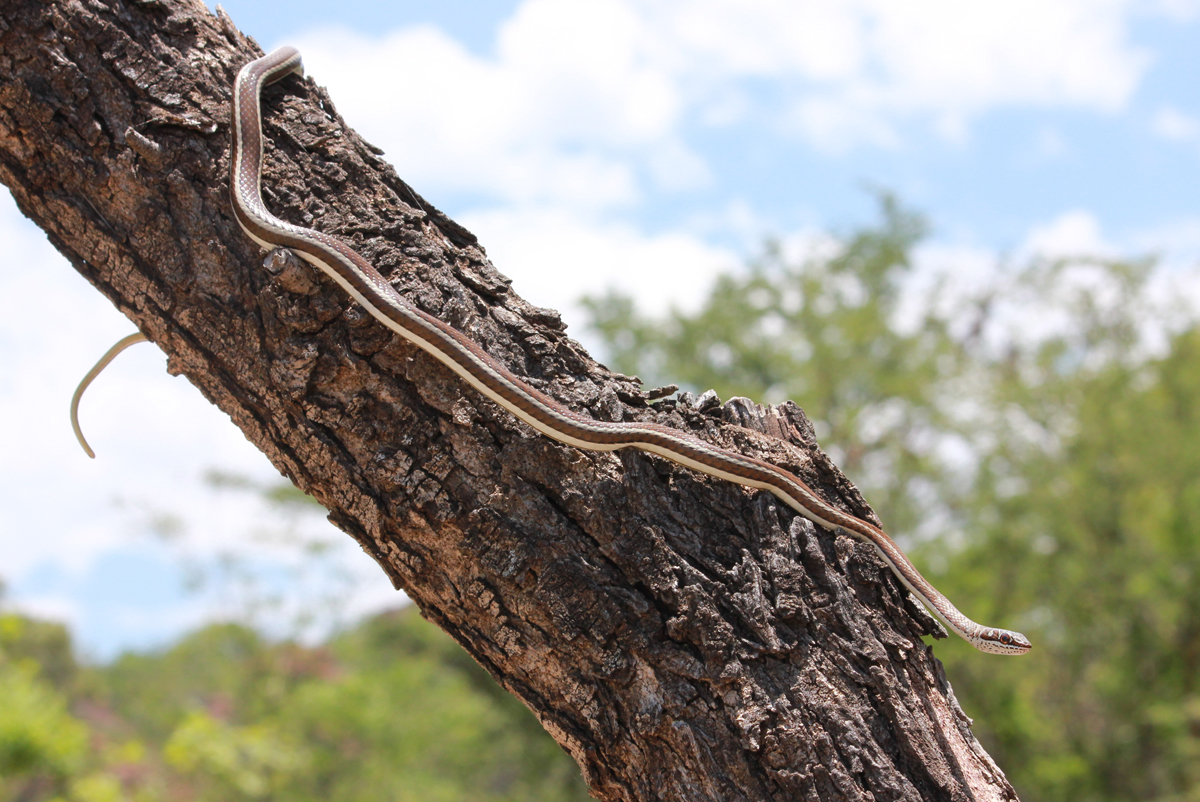

- au Soudan ;
- au Soudan du Sud ;
- en Éthiopie ;
- dans l'est du Kenya ;
- en Tanzanie ;
- au Malawi ;
- au Zimbabwe ;
- au Mozambique ;
- dans le sud de la Zambie ;
- dans le nord-est de l'Afrique du Sud ;
- au Swaziland ;
- dans le Nord et l'Est du Botswana ;
- dans le nord de la Namibie ;
- dans le sud de l'Angola.

## Publication originale
- Peters, 1882 : Naturwissenschaftliche Reise nach Mossambique auf Befehl seiner Majestät des Königs Friedrich Wilhelm IV. in den Jahren 1842 bis 1848 ausgeführt von Wilhelm C. Peters. Zoologie III. Amphibien, Berlin (Reimer), p. 1-191 (texte intégral).